# ایمان مبعلی

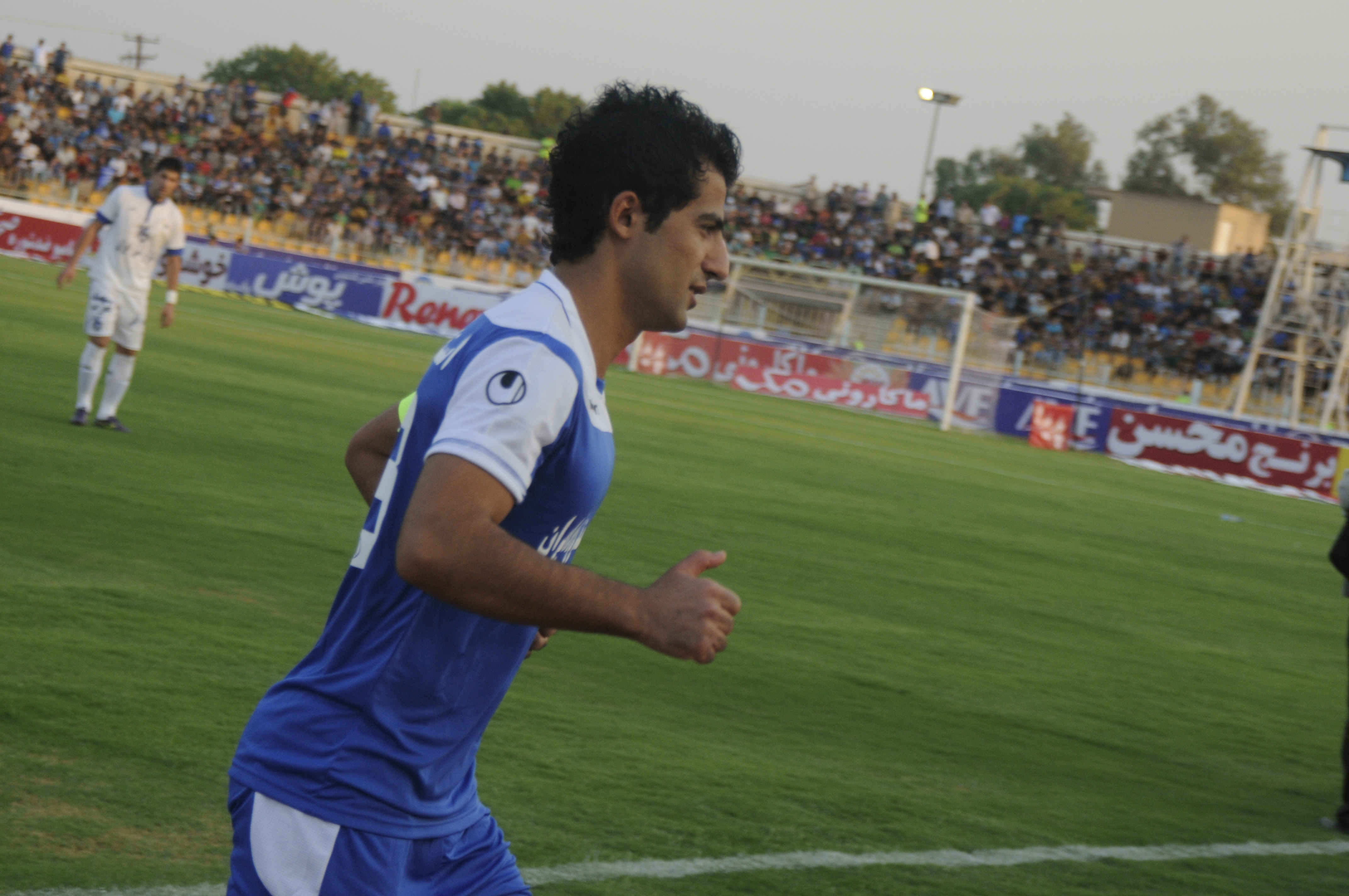
ایمان مبعلی به همراه تیم استقلال در لیگ برتر

ایمان مبعلی (زادهٔ ۱۲ آبان ۱۳۶۱) بازیکن سابق و مربی فوتبال اهل ایران است. 
مبعلی سابقه بازی در تیم ملی جوانان، تیم ملی امید و تیم ملی بزرگسالان ایران را دارد و در دوران بازیکنی همیشه در لیگ برتر خلیج فارس، بالاترین سطح لیگ ایران، حاضر بوده است. ایمان مبعلی در سن ۳۶ سالگی از فوتبال خداحافظی کرد و رو به عرصه مربیگری آورد.

## دوران حرفه‌ای
مبعلی سابقه بازی در تیم‌های فولاد خوزستان، نیروی زمینی، الشباب امارات، الوصل امارات، النصر امارات، استقلال تهران و الشارجه امارات و همچنین تیم ملی بزرگسالان ایران و تیم ملی زیر ۲۳ سال ایران و قهرمانی در بوسان کره را دارد.
ایمان مبعلی در جام ملت‌های آسیا ۲۰۱۱ از بازیکنان فیکس تیم ملی ایران بود و در بازی مقابل عراق یک گل از روی ضربه ایستگاهی روانه دروازه این تیم کرد. وی ۶۰ بازی ملی در کارنامه دارد که ۸ تای آن ها در جام ملت‌های آسیا می‌باشد.
وی در فصل ۹۲–۱۳۹۱ با اینکه با قرارداد رسمی به تیم استقلال تهران پیوسته بود در آخرین روز نقل و انتقالات فوتبال با فسخ قرارداد از این تیم جدا و به باشگاه فوتبال پیکان تهران پیوست. وی در سال ۱۳۹۲ به تیم استقلال خوزستان پیوست اما در نیم فصل همان سال به استقلال تهران منتقل شد، مبعلی در سال ۱۳۹۳ به تیم نفت تهران پیوست.

## آمار باشگاهی
آخرین به روز رسانی: ۱۷ اکتبر ۲۰۱۳
| باشگاهی                       | باشگاهی           | باشگاهی           | لیگ   | لیگ | جام              | جام              | قاره‌ای | قاره‌ای | مجموع | مجموع |
| فصل                           | جام               | لیگ               | بازی  | گل  | بازی             | گل               | بازی   | گل     | بازی  | گل    |
| ایران                         | ایران             | ایران             | لیک   | لیک | جام حذفی         | جام حذفی         | آسیا   | آسیا   | مجموع | مجموع |
| ----------------------------- | ----------------- | ----------------- | ----- | --- | ---------------- | ---------------- | ------ | ------ | ----- | ----- |
| ۸۰–۱۳۷۹                       | فولاد             | لیگ آزادگان       | ۷     | ۲   |                  |                  | –      | –      |       |       |
| ۸۱–۱۳۸۰                       | فولاد             | لیگ برتر          | ۱۶    | ۲   |                  |                  | –      | –      |       |       |
| ۸۲–۱۳۸۱–لیگ آزادگان ۸۲–۱۳۸۱   | فولاد             | لیگ برتر          |       | ۰   |                  |                  | –      | –      |       |       |
| ۸۲–۱۳۸۱–لیگ آزادگان ۸۲–۱۳۸۱   | نیروی زمینی       | لیگ آزادگان       |       |     |                  |                  | –      | –      |       |       |
| لیگ برتر فوتبال ایران ۸۳–۱۳۸۲ | فولاد             | لیگ برتر          | ۲۱    | ۸   |                  |                  | –      | –      |       |       |
| ۸۴–۱۳۸۳                       | فولاد             | لیگ برتر          | ۲۹    | ۱۲  |                  |                  | –      | –      |       |       |
| امارات متحده عربی             | امارات متحده عربی | امارات متحده عربی | لیگ   | لیگ | جام ریاست جمهوری | جام ریاست جمهوری | آسیا   | آسیا   | مجموع | مجموع |
| ۲۰۰۵–۰۶                       | الشباب            |                   | ۱۵    | ۶   |                  |                  | –      | –      |       |       |
| ۲۰۰۶–۰۷                       | الشباب            |                   | ۱۱    | ۵   |                  |                  | –      | –      |       |       |
| ۲۰۰۷–۰۸                       | الشباب            |                   | ۱۹    | ۹   |                  |                  | –      | –      |       |       |
| ۲۰۰۸–۰۹                       | الوصل             |                   | ۱۹    | ۷   |                  |                  | –      | –      |       |       |
| ۲۰۰۹–۱۰                       | النصر             |                   | ۱۵    | ۶   | ۴                | ۱                | –      | –      | ۱۹    | ۶     |
| ایران                         | ایران             | ایران             | لیگ   | لیگ | جام حذفی         | جام حذفی         | آسیا   | آسیا   | مجموع | مجموع |
| ۹۰–۱۳۸۹                       | استقلال           | لیگ برتر          | ۳۰    | ۰   | ۲                | ۰                | ۴      | ۰      | ۳۶    | ۰     |
| امارات متحده عربی             | امارات متحده عربی | امارات متحده عربی | لیگ   | لیگ | جام ریاست جمهوری | جام ریاست جمهوری | آسیا   | آسیا   | مجموع | مجموع |
| لیگ برتر امارات ۱۲-۲۰۱۱       | الشارجه           | لیگ امارت         | ۸     | ۰   |                  |                  | –      | –      |       |       |
| ایران                         | ایران             | ایران             | لیگ   | لیگ | چام حذفی         | چام حذفی         | آسیا   | آسیا   | مجموع | مجموع |
| ۹۲–۱۳۹۱                       | پیکان             | لیگ برتر          | ۱۹    | ۲   | ۱                | ۰                | –      | –      | ۲۰    | ۲     |
| ۹۳–۱۳۹۲                       | استقلال صنعتی     | لیگ برتر          | ۱۰    | ۲   | ۰                | ۰                | –      | –      | ۱۰    | ۲     |
| مجموع                         | ایران             | ایران             |       |     |                  |                  | ۴      | ۰      |       |       |
| مجموع                         | امارات متحده عربی | امارات متحده عربی | ۸۷    | ۳۳  |                  |                  | ۰      | ۰      |       |       |
| مجموع                         | مجموع             | مجموع             | مجموع |     |                  |                  | ۴      | ۰      |       |       |

## افتخارات

### باشگاهی

#### فولاد
- لیگ برتر خلیج فارس
  - قهرمان (۱): ۱۳۸۴–۱۳۸۳

#### شباب الاهلی
- لیگ برتر امارات
  - قهرمان (۱): ۲۰۰۷–۲۰۰۸

#### استقلال
- لیگ برتر خلیج فارس
  - نایب‌قهرمان (۱): ۱۳۹۰–۱۳۸۹

#### نفت تهران
- جام حذفی ایران
  - قهرمان (۱): ۱۳۹۶–۱۳۹۵

### ملی

#### امید ایران
- بازی‌های آسیایی
  - قهرمان (۱): ۲۰۰۲

#### ایران
- جام ملت‌های آسیا
  - سوم (۱): ۲۰۰۴
- قهرمانی فوتبال غرب آسیا
  - قهرمان (۲): ۲۰۰۴، ۲۰۰۷
- مقام چهارمی قهرمانی جوانان آسیا(۱) ۲۰۰۰
- حضور درجام جهانی جوانان آرژانتین(۱) ۲۰۰۱

### به عنوان سرمربی

#### نونهالان شباب الاهلی
- لیگ نونهالان امارات
  - قهرمان (۱): ۲۰۲۳–۲۰۲۳